# West Stow
West Stow is een civil parish in het Engelse graafschap Suffolk.